# Canton de Pacy-sur-Eure
Le canton de Pacy-sur-Eure est une circonscription électorale française située dans le département de l'Eure et la région Normandie.

## Histoire
- Le canton de Pacy-sur-Eure a été créé en 1790[1].

- De 1833 à 1848, les cantons de Pacy-sur-Eure et de Vernon avaient le même conseiller général. Le nombre de conseillers généraux était limité à 30 par département[5].

- Un nouveau découpage territorial de l'Eure (département) entre en vigueur à l'occasion des élections départementales de mars 2015, défini par le décret du 25 février 2014[4], en application des lois du 17 mai 2013 (loi organique 2013-402 et loi 2013-403)[6]. Les conseillers départementaux sont, à compter de ces élections, élus au scrutin majoritaire binominal mixte. Les électeurs de chaque canton élisent au Conseil départemental, nouvelle appellation du Conseil général, deux membres de sexe différent, qui se présentent en binôme de candidats. Les conseillers départementaux sont élus pour 6 ans au scrutin binominal majoritaire à deux tours, l'accès au second tour nécessitant 12,5 % des inscrits au 1er tour. En outre la totalité des conseillers départementaux est renouvelée. Ce nouveau mode de scrutin nécessite un redécoupage des cantons dont le nombre est divisé par deux avec arrondi à l'unité impaire supérieure si ce nombre n'est pas entier impair, assorti de conditions de seuils minimaux[7]. Dans l'Eure, le nombre de cantons passe ainsi de 43 à 23. Le nombre de communes du canton de Pacy-sur-Eure passe de 23 à 37.

- Le nouveau canton de Pacy-sur-Eure est formé de communes des anciens cantons de Pacy-sur-Eure (21 communes), de Saint-André-de-l'Eure (1 commune), de Vernon-Nord (7 communes), de Vernon-Sud (6 communes), d'Évreux-Est (2 communes) et du Neubourg (1 commune). Le canton est entièrement inclus dans l'arrondissement d'Évreux. Le bureau centralisateur est situé à Pacy-sur-Eure.

## Géographie
Ce canton est organisé autour de Pacy-sur-Eure dans l'arrondissement d'Évreux. Son altitude varie de 33 m (Hardencourt-Cocherel) à 167 m (Villiers-en-Désœuvre) pour une altitude moyenne de 101 m.

## Représentation

### Conseillers généraux de 1833 à 2015
| Période                                  | Période          | Identité                 | Étiquette         | Qualité |
| ---------------------------------------- | ---------------- | ------------------------ | ----------------- | --- |
| 1833                                     | 1848             | Antoine Trutat           | Centre gauche     | Notaire, propriétaire à Vaux-sur-Eure Député (1837-1842)                                                     |
| 1848                                     | 1859             | M. Fauvel                |                   | Propriétaire à Orgeville                                                                                     |
| 1859                                     | 1880             | Pierre Paul Trutat       | Droite Orléaniste | Propriétaire à Vaux-sur-Eure                                                                                 |
| 1880                                     | 1904 (décès)     | Edouard Isambard         | Républicain       | Médecin, maire de Pacy-sur-Eure Député (1890-1904)                                                           |
| 1904                                     | 1910             | Abraham Bonnel           | Républicain       | Maire de Pacy-sur-Eure, conseiller d'arrondissement                                                          |
| 1910                                     | 1928             | Camille Briquet          | Rad.              | Médecin à Pacy-sur-Eure, député (1928-1940)                                                                  |
| 1928                                     | 1940             | Ulysse Rousseau          | URD               | Cultivateur Maire de Villegats, conseiller d'arrondissement                                                  |
|                                          |                  |                          |                   | |
| 1945                                     | 1949             | Eugène Delarue           | SFIO              | Chef de section de la société scolaire de mutualité et de retraite de Louviers, propriétaire à Pacy-sur-Eure |
| 1949                                     | 1979             | Louis Duguay (1899-1991) | RGR puis DVG      | Maire de Fains                                                                                               |
| 1979                                     | 1980 (décès)     | Jérôme Bossuyt           | RPR               | Exploitant agricole Maire de Neuilly (1947-1980) Député suppléant de René Tomasini (1978-1980)               |
| 1980                                     | 2001 (démission) | Jean-Luc Miraux          | RPR               | Professeur, maire de Pacy-sur-Eure (1983-2001) Sénateur (1998-2008)                                          |
| 2001                                     | 2015             | Pascal Lehongre          | UMP               | Permanent politique Maire de Pacy-sur-Eure de 2001 à 2017                                                    |
| Les données manquantes sont à compléter. |                  |                          |                   | |

### Conseillers d'arrondissement (de 1833 à 1940)
| Période                                  | Période          | Identité                                          | Étiquette            | Qualité |
| ---------------------------------------- | ---------------- | ------------------------------------------------- | -------------------- | --- |
| 1833                                     | 1848             | Achille François Cauvin de Lampérière (1792-1866) |                      | Propriétaire à Ménilles et à Paris                                                                          |
|                                          |                  |                                                   |                      | |
| 1877                                     | 1886 (décès)     | Jean-Pierre Léonor Lepouzé-Frémont                | Républicain          | Propriétaire à Pacy-sur-Eure                                                                                |
| 1886                                     | 1890 (démission) | Eugène Godefroy                                   | Républicain          | Maire de Pacy-sur-Eure                                                                                      |
| 1890                                     | 1904             | Abraham Bonnel                                    | Républicain          | Maire de Pacy-sur-Eure                                                                                      |
| 1904                                     | 1925             | Augustin Garnier                                  | Rad.                 | Cultivateur, maire de Villegats                                                                             |
| 1925                                     | 1928             | Ulysse Rousseau                                   | URD                  | Cultivateur, maire de Villegats                                                                             |
| 1928                                     | 1931             | Jules-Denis Barbier                               | Union nationale      | Propriétaire, maire du Cormier                                                                              |
| 1931                                     | 1937             | Émile Wolff                                       | Rad.                 | Hôtelier, maire de Pacy-sur-Eure                                                                            |
| 1937                                     | 1940             | Léon Feuillet                                     | Entente républicaine | Propriétaire à Ménilles                                                                                     |
| 1940                                     |                  |                                                   |                      | Les conseils d'arrondissement ont été suspendus par la loi du 12 octobre 1940 et n'ont jamais été réactivés |
| Les données manquantes sont à compléter. |                  |                                                   |                      | |

### Conseillers départementaux à partir de 2015
| Période élective | Période élective | Mandat | Mandat   | Identité        | Nuance | Nuance | Qualité |
| ---------------- | ---------------- | ------ | -------- | --------------- | ------ | ------ | --- |
| 2015             | 2021             | 2015   | 2021     | Cécile Caron    |        | DVD    | Ingénieur à la SNECMA Adjointe au Maire de Saint-Marcel (jusqu'en 2020)                                                                                             |
| 2015             | 2021             | 2015   | 2021     | Pascal Lehongre |        | LR     | Ancien électrotechnicien Maire de Pacy-sur-Eure (2001-2017) Président du Conseil départemental (2017-2021)                                                          |
| 2021             | 2028             | 2021   | en cours | Cécile Caron    |        | DVD    | Ingénieur, Saint-Marcel |
| 2021             | 2028             | 2021   | en cours | Pascal Lehongre |        | LR     | Premier vice-président Conseil départemental, chargé des affaires générales, du dialogue social, des finances et du sport Premier adjoint au Maire de Pacy-sur-Eure |

### Résultats détaillés

#### Élections de mars 2015
Lors des élections départementales de 2015, le binôme composé de Cécile Caron et Pascal Lehongre (Union de la Droite) est élu au 1er tour avec 52,43% des suffrages exprimés, devant le binôme composé de Karine Le Bars et Yves Odic (FN) (29,53%). Le taux de participation est de 51,9 % (11 419 votants sur 22 001 inscrits) contre 50,53 % au niveau départemental et 50,17 % au niveau national.

#### Élections de juin 2021
Le premier tour des élections départementales de 2021 est marqué par un très faible taux de participation (33,26 % au niveau national). Dans le canton de Pacy-sur-Eure, ce taux de participation est de 34,61 % (7 809 votants sur 22 561 inscrits) contre 33,02 % au niveau départemental. À l'issue de ce premier tour, deux binômes sont en ballottage : Cécile Caron et Pascal Lehongre (Divers, 61,45 %) et Didier Horn et Alexandra Piel (RN, 22,67 %).
Le second tour des élections est marqué une nouvelle fois par une abstention massive équivalente au premier tour. Les taux de participation sont de 34,3 % au niveau national, 32,76 % dans le département et 34,18 % dans le canton de Pacy-sur-Eure. Cécile Caron et Pascal Lehongre (Divers) sont élus avec 76,86 % des suffrages exprimés (5 548 voix pour 7 713 votants et 22 566 inscrits),,.

## Composition

### Composition avant 2015
Le canton de Pacy-sur-Eure regroupait vingt-trois communes.
| Nom                       | Code Insee | Codepostal | Superficie (km2) | Population (dernière pop. légale) | Densité (hab./km2) |
| ------------------------- | ---------- | ---------- | ---------------- | --------------------------------- | ------------------ |
| Pacy-sur-Eure (chef-lieu) | 27448      | 27120      | 22,03            | 4 554 (2012)                      | 207                |
| Aigleville                | 27004      | 27120      | 3,24             | 351 (2012)                        | 108                |
| Boisset-les-Prévanches    | 27076      | 27120      | 7,46             | 444 (2012)                        | 60                 |
| Boncourt                  | 27081      | 27120      | 4,15             | 176 (2012)                        | 42                 |
| Breuilpont                | 27114      | 27640      | 12,21            | 1 204 (2012)                      | 99                 |
| Bueil                     | 27119      | 27730      | 4,91             | 1 497 (2012)                      | 305                |
| Caillouet-Orgeville       | 27123      | 27120      | 7,89             | 419 (2012)                        | 53                 |
| Chaignes                  | 27136      | 27120      | 6,41             | 264 (2012)                        | 41                 |
| Cierrey                   | 27158      | 27930      | 4,03             | 671 (2012)                        | 167                |
| Le Cormier                | 27171      | 27120      | 10,48            | 403 (2012)                        | 38                 |
| Croisy-sur-Eure           | 27190      | 27120      | 3,95             | 227 (2012)                        | 57                 |
| Fains                     | 27231      | 27120      | 3,77             | 394 (2012)                        | 105                |
| Gadencourt                | 27273      | 27120      | 3,89             | 387 (2012)                        | 99                 |
| Hardencourt-Cocherel      | 27312      | 27120      | 4,93             | 266 (2012)                        | 54                 |
| Hécourt                   | 27326      | 27120      | 7,73             | 350 (2012)                        | 45                 |
| Ménilles                  | 27397      | 27120      | 5,81             | 1 560 (2012)                      | 269                |
| Merey                     | 27400      | 27640      | 8,66             | 339 (2012)                        | 39                 |
| Neuilly                   | 27429      | 27730      | 4,71             | 152 (2012)                        | 32                 |
| Le Plessis-Hébert         | 27465      | 27120      | 11,73            | 398 (2012)                        | 34                 |
| Saint-Aquilin-de-Pacy     | 27510      | 27120      | 8,50             | 575 (2012)                        | 68                 |
| Vaux-sur-Eure             | 27674      | 27120      | 2,90             | 281 (2012)                        | 97                 |
| Villegats                 | 27689      | 27120      | 3,58             | 341 (2012)                        | 95                 |
| Villiers-en-Désœuvre      | 27696      | 27640      | 14,65            | 870 (2012)                        | 59                 |

### Composition à partir de 2015
Le nouveau canton de Pacy-sur-Eure comprenait trente-sept communes entières à sa création.
À la suite des fusions intervenues entre 2016 et 2019, le nombre de communes descend à 34.
| Nom                                   | Code Insee | Intercommunalité                 | Superficie (km2) | Population (dernière pop. légale) | Densité (hab./km2) | Modifier                                    |
| ------------------------------------- | ---------- | -------------------------------- | ---------------- | --------------------------------- | ------------------ | ------------------------------------------- |
| Pacy-sur-Eure (bureau centralisateur) | 27448      | CA Seine Normandie Agglomération | 22,03            | 4 975 (2022)                      | 226                | modifier les données · modifier les données |
| Aigleville                            | 27004      | CA Seine Normandie Agglomération | 3,24             | 411 (2022)                        | 127                | modifier les données · modifier les données |
| Boisset-les-Prévanches                | 27076      | CA Seine Normandie Agglomération | 7,46             | 489 (2022)                        | 66                 | modifier les données · modifier les données |
| La Boissière                          | 27078      | CA Seine Normandie Agglomération | 3,45             | 261 (2022)                        | 76                 | modifier les données · modifier les données |
| Breuilpont                            | 27114      | CA Seine Normandie Agglomération | 12,21            | 1 212 (2022)                      | 99                 | modifier les données · modifier les données |
| Bueil                                 | 27119      | CA Seine Normandie Agglomération | 4,91             | 1 635 (2022)                      | 333                | modifier les données · modifier les données |
| Caillouet-Orgeville                   | 27123      | CA Seine Normandie Agglomération | 7,89             | 490 (2022)                        | 62                 | modifier les données · modifier les données |
| Chaignes                              | 27136      | CA Seine Normandie Agglomération | 6,41             | 267 (2022)                        | 42                 | modifier les données · modifier les données |
| Chambray                              | 27140      | CA Seine Normandie Agglomération | 8,42             | 396 (2022)                        | 47                 | modifier les données · modifier les données |
| La Chapelle-Longueville               | 27554      | CA Seine Normandie Agglomération | 19,60            | 3 283 (2022)                      | 168                | modifier les données · modifier les données |
| Le Cormier                            | 27171      | CA Seine Normandie Agglomération | 10,48            | 361 (2022)                        | 34                 | modifier les données · modifier les données |
| Croisy-sur-Eure                       | 27190      | CA Seine Normandie Agglomération | 3,95             | 225 (2022)                        | 57                 | modifier les données · modifier les données |
| Douains                               | 27203      | CA Seine Normandie Agglomération | 11,27            | 456 (2022)                        | 40                 | modifier les données · modifier les données |
| Fains                                 | 27231      | CA Seine Normandie Agglomération | 3,77             | 423 (2022)                        | 112                | modifier les données · modifier les données |
| Fontaine-sous-Jouy                    | 27254      | CA Évreux Portes de Normandie    | 7,33             | 848 (2022)                        | 116                | modifier les données · modifier les données |
| Gadencourt                            | 27273      | CA Seine Normandie Agglomération | 3,89             | 365 (2022)                        | 94                 | modifier les données · modifier les données |
| Hardencourt-Cocherel                  | 27312      | CA Seine Normandie Agglomération | 4,93             | 286 (2022)                        | 58                 | modifier les données · modifier les données |
| Hécourt                               | 27326      | CA Seine Normandie Agglomération | 7,73             | 318 (2022)                        | 41                 | modifier les données · modifier les données |
| La Heunière                           | 27336      | CA Seine Normandie Agglomération | 3,07             | 454 (2022)                        | 148                | modifier les données · modifier les données |
| Houlbec-Cocherel                      | 27343      | CA Seine Normandie Agglomération | 11,64            | 1 270 (2022)                      | 109                | modifier les données · modifier les données |
| Jouy-sur-Eure                         | 27358      | CA Évreux Portes de Normandie    | 9,80             | 558 (2022)                        | 57                 | modifier les données · modifier les données |
| Ménilles                              | 27397      | CA Seine Normandie Agglomération | 5,81             | 1 722 (2022)                      | 296                | modifier les données · modifier les données |
| Mercey                                | 27399      | CA Seine Normandie Agglomération | 3,50             | 56 (2022)                         | 16                 | modifier les données · modifier les données |
| Merey                                 | 27400      | CA Seine Normandie Agglomération | 8,66             | 344 (2022)                        | 40                 | modifier les données · modifier les données |
| Neuilly                               | 27429      | CA Seine Normandie Agglomération | 4,71             | 174 (2022)                        | 37                 | modifier les données · modifier les données |
| Le Plessis-Hébert                     | 27465      | CA Seine Normandie Agglomération | 11,73            | 402 (2022)                        | 34                 | modifier les données · modifier les données |
| Rouvray                               | 27501      | CA Seine Normandie Agglomération | 2,51             | 257 (2022)                        | 102                | modifier les données · modifier les données |
| Saint-Marcel                          | 27562      | CA Seine Normandie Agglomération | 9,93             | 4 474 (2022)                      | 451                | modifier les données · modifier les données |
| Saint-Vincent-des-Bois                | 27612      | CA Seine Normandie Agglomération | 5,29             | 338 (2022)                        | 64                 | modifier les données · modifier les données |
| Sainte-Colombe-près-Vernon            | 27525      | CA Seine Normandie Agglomération | 2,69             | 310 (2022)                        | 115                | modifier les données · modifier les données |
| Vaux-sur-Eure                         | 27674      | CA Seine Normandie Agglomération | 2,90             | 271 (2022)                        | 93                 | modifier les données · modifier les données |
| Villegats                             | 27689      | CA Seine Normandie Agglomération | 3,58             | 353 (2022)                        | 99                 | modifier les données · modifier les données |
| Villez-sous-Bailleul                  | 27694      | CA Seine Normandie Agglomération | 4,36             | 318 (2022)                        | 73                 | modifier les données · modifier les données |
| Villiers-en-Désœuvre                  | 27696      | CA Seine Normandie Agglomération | 14,65            | 859 (2022)                        | 59                 | modifier les données · modifier les données |
| Canton de Pacy-sur-Eure               | 2716       |                                  | 253,80           | 28 861 (2022)                     | 114                | modifier les données                        |

## Démographie

### Démographie avant 2015
| 1962  | 1968  | 1975  | 1982   | 1990   | 1999   | 2006   | 2011   | 2012   |
| ----- | ----- | ----- | ------ | ------ | ------ | ------ | ------ | ------ |
| 8 365 | 8 918 | 9 759 | 10 928 | 13 814 | 15 180 | 16 184 | 16 055 | 16 123 |

### Démographie depuis 2015
En 2022, le canton comptait 28 861 habitants, en évolution de −1,44 % par rapport à 2016 (Eure : −0,25 %, France hors Mayotte : +2,11 %).
| 2013   | 2018   | 2022   |
| ------ | ------ | ------ |
| 28 919 | 29 144 | 28 861 |